# 藤森静雄

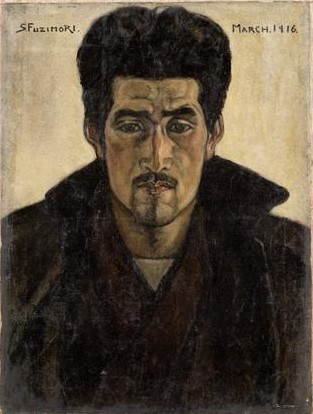
藤森静雄『自画像』 1916年

藤森 静雄（ふじもり しずお、1891年8月1日 - 1943年5月28日）は、日本の版画家。

## 人物
福岡県久留米市生まれ。白馬会原町洋画研究所に入り、東京美術学校予備科西洋画科志望に入学後、1914年に田中恭吉や恩地孝四郎とともに版画誌『月映』を刊行した。東京美術学校をその2年後に卒業し、福岡で中学校の教師を務めた。1922年に『詩と版画』の同人となり、1937年から日本版画協会の常任理事・事務を担当した。

## 作品

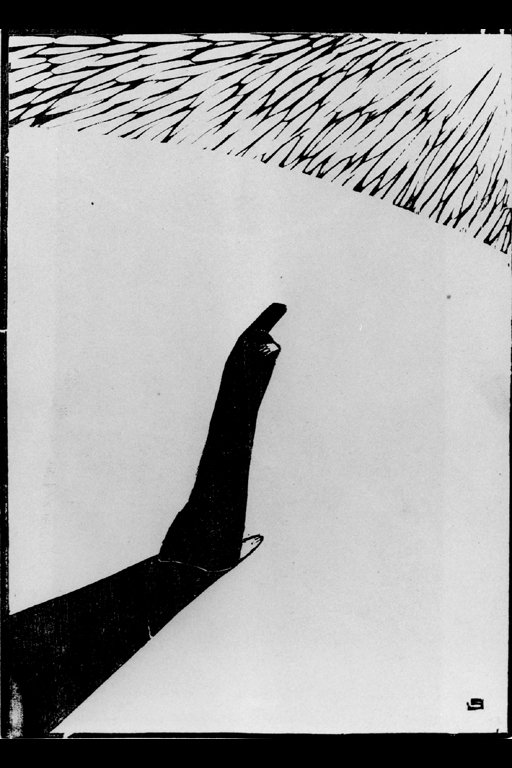
『月映』より『VI 映心』1915年
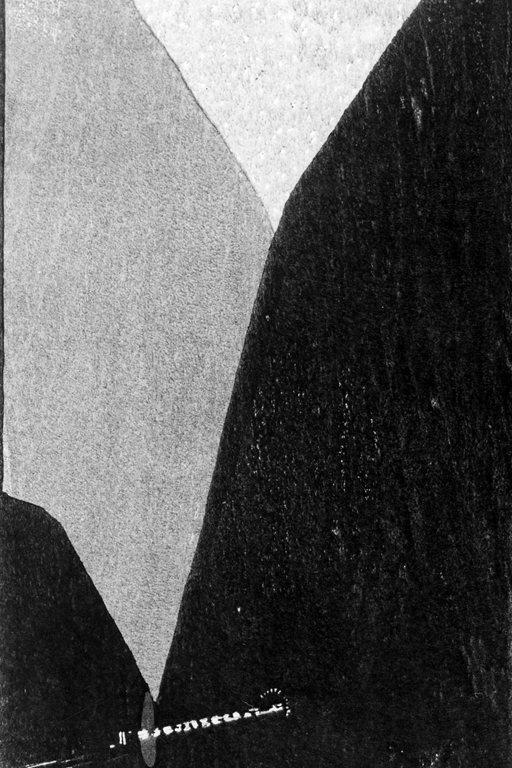
『月映』より『I 自然と人生』1914年
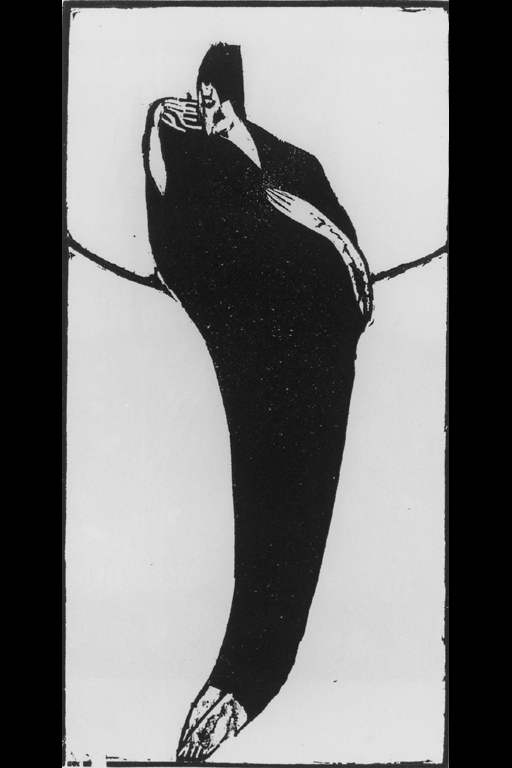
『月映』より『VII 太陽』1915年
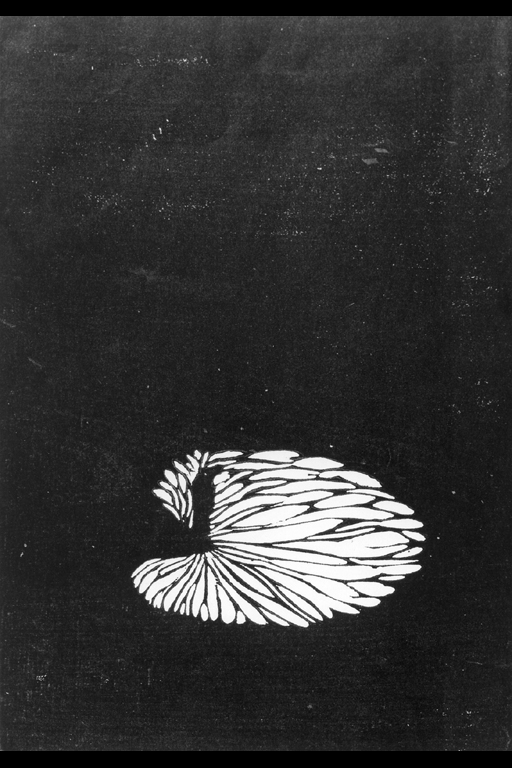
『月映』より『I あゆめるもの』1914年
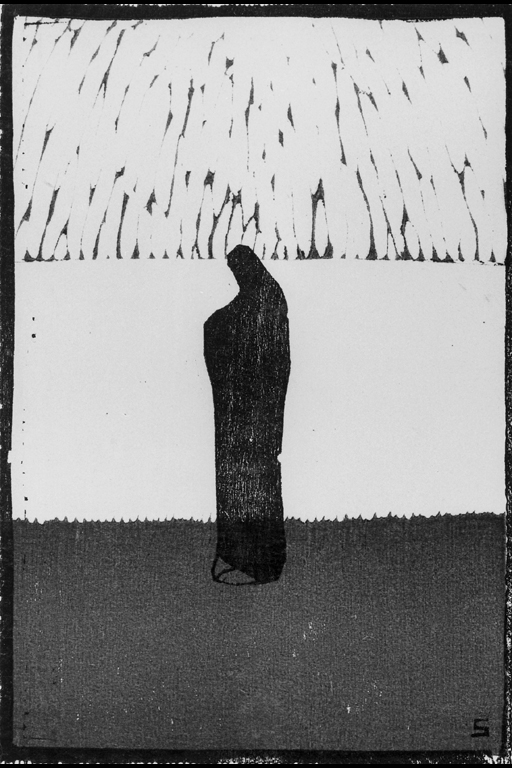
『月映』より『III 水平線』1914年
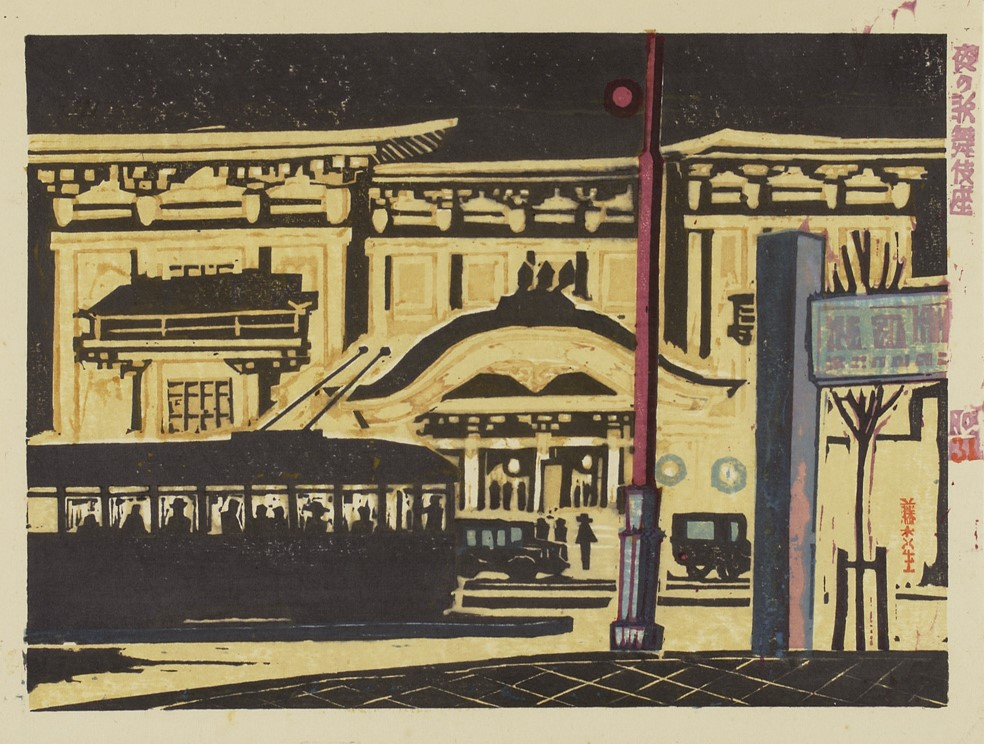
『新東京百景』より『夜の歌舞伎座』1930年
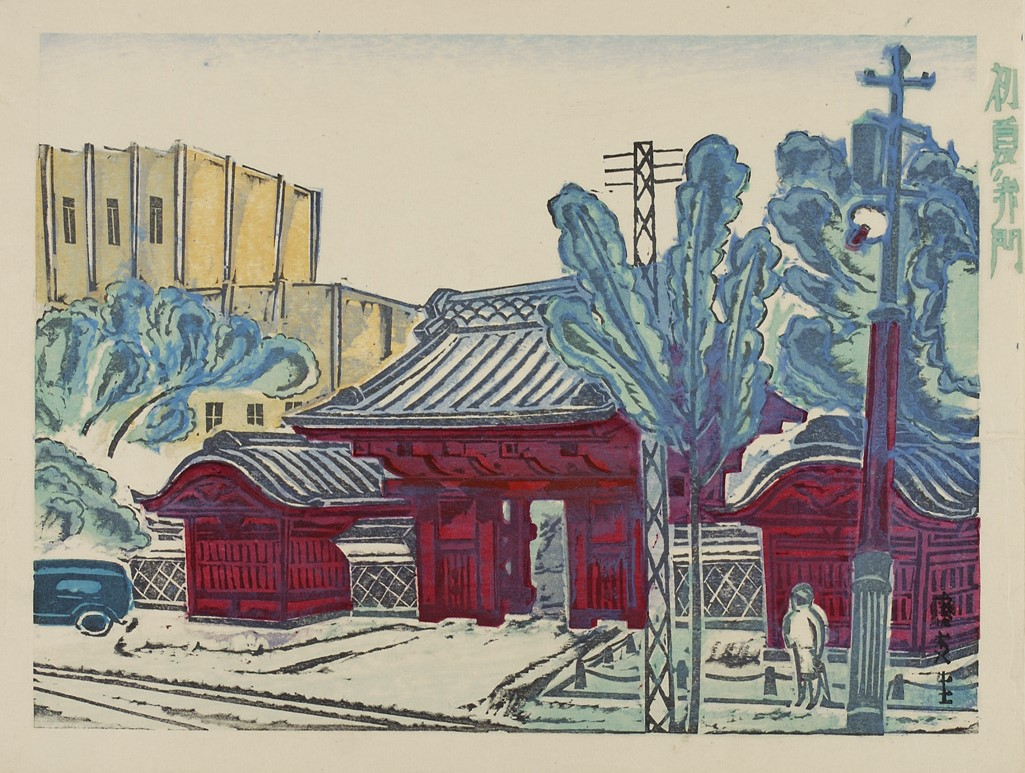
『新東京百景』より『初夏の赤門』1929年
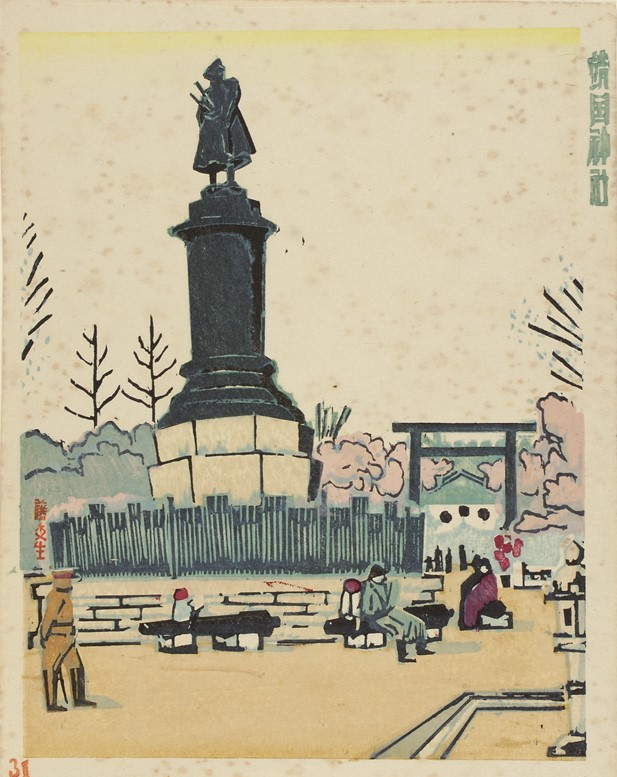
『新日本百景』より『靖国神社』1931年
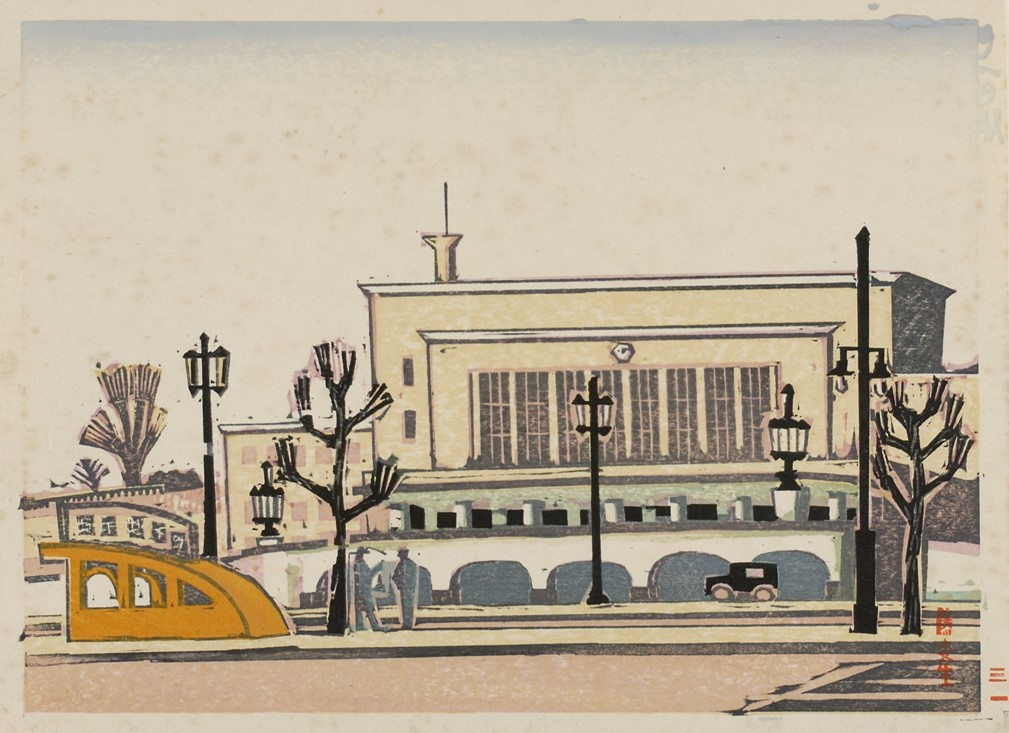
『新日本百景』より『上野駅』